# Juan Luis Coghen
Juan Luis Coghen Alberdingk-Thijm (nacido el 9 de julio de 1959 en Madrid, Comunidad de Madrid) es un exjugador de hockey sobre hierba español. Su logro más importante fue una medalla de plata en los juegos olímpicos de Moscú 1980 con la selección de España, siendo esta su única participación en unos Juegos Olímpicos. Es hermano de la también jugadora de hockey hierba, y campeona olímpica en Barcelona 1992 Mercedes Coghen. 